# Culeolus elegans
Espèce
Culeolus elegans est une espèce d'ascidies de l'ordre des Stolidobranchia et de la famille des Pyuridae. Il s'agit d'une espèce d'eaux profondes, trouvée en Nouvelle-Calédonie.